# La Bigne
La Bigne is een plaats en voormalige gemeente in het Franse departement Calvados in de regio Normandië. De plaats maakt deel uit van het arrondissement Vire.

## Geschiedenis
Op 1 januari 2017 ging La Bigne in de commune nouvelle Seulline die een jaar eerder was ontstaan door de fusie van de gemeenten Coulvain en Saint-Georges-d'Aunay.

## Geografie
De oppervlakte van La Bigne bedraagt 3,9 km², de bevolkingsdichtheid is 44,1 inwoners per km².
De onderstaande kaart toont de ligging van La Bigne met de belangrijkste infrastructuur en aangrenzende gemeenten.

## Demografie
Onderstaande figuur toont het verloop van het inwonertal (bron: INSEE-tellingen).
Vanwege een beveiligingsprobleem met de MediaWiki Graph-software is het momenteel niet mogelijk deze grafiek weer te geven. Zodra de software is bijgewerkt zal de grafiek vanzelf weer zichtbaar worden.
La Bigne · Coulvain · Saint-Georges-d'Aunay